# Patentverwertungsagentur
Eine Patentverwertungsagentur (PVA) ist eine Organisation, die darauf spezialisiert ist, Patente zu verwalten und zu vermarkten (siehe Patentverwertung). Ihr Ziel ist es, die wirtschaftliche Nutzung von Erfindungen zu fördern, indem sie Patentinhabern dabei hilft, ihre Ideen zu schützen und kommerziell zu nutzen.
Patentverwertungsagenturen existieren weltweit, wobei sich ihre Struktur und Funktionsweise unterscheiden können. In Deutschland sind viele dieser Agenturen staatlich gefördert, um den Technologietransfer zwischen Forschungseinrichtungen und der Industrie zu erleichtern.

## Aufgaben
Patentverwertungsagenturen bieten eine Vielzahl von Dienstleistungen an, die von der Patentbewertung bis hin zur Lizenzvergabe reichen. Zu den häufigsten Aufgaben gehören:
1. Patentbewertung: Analyse und Bewertung der wirtschaftlichen Potenziale von Patenten.
2. Patentmanagement (siehe Intellectual Property Management – Patentmanagement): Verwaltung des Patentportfolios, einschließlich der Überwachung von Fristen und Gebühren.
3. Lizenzierung (siehe Lizenz): Vermittlung und Aushandlung von Lizenzverträgen zwischen Patentinhabern und Unternehmen.
4. Rechtsberatung: Unterstützung bei rechtlichen Fragen rund um Patente und Schutzrechte.
5. Marktanalyse: Untersuchung von Markttrends und Identifizierung von potenziellen Lizenznehmern oder Investoren.
6. Kommerzialisierung: Entwicklung und Umsetzung von Strategien zur Markteinführung von patentgeschützten Produkten oder Technologien.

## Beispiele
In Deutschland gibt es mehrere bekannte Patentverwertungsagenturen, die sich auf die Kommerzialisierung von Patenten spezialisiert haben. Einige der bekanntesten Agenturen und ihre Trägerschaften sind:

### Hochschul-Verbünde
- Bayerische Patentallianz GmbH (BayPAT): Die Bayerische Patentallianz ist die zentrale Patent- und Vermarktungsagentur von 28 bayerischen Universitäten und Hochschulen für angewandte Wissenschaften bzw. Technischen Hochschulen. Die Bayerische Patentallianz GmbH (BayPAT) wurde 2007 gegründet.[1]
- PROvendis GmbH: PROvendis ist die Tochtergesellschaft von 28 Hochschulen in Nordrhein-Westfalen und neben Hochschulen und Universitätskliniken auch für Forschungseinrichtungen, Unternehmen und Start-ups tätig. Die PROvendis GmbH wurde 2001 gegründet und ist seit 2002 als Dienstleister im Bereich des geistigen Eigentums (IP) tätig.[2]

### Gesellschaften
- Fraunhofer Venture: Die Fraunhofer-Gesellschaft zur Förderung der angewandten Forschung e.V. betreibt ebenfalls eine eigene Verwertungsagentur, die Fraunhofer Venture, welche sich auf die Kommerzialisierung von Erfindungen und Forschungsergebnissen konzentriert. Fraunhofer Venture wurde von der Fraunhofer-Gesellschaft 2001 ins Leben gerufen.[3]
- Max-Planck-Innovation GmbH: Max-Planck-Innovation ist die Technologietransferstelle der Max-Planck-Gesellschaft. Sie unterstützt die Wissenschaftler der Max-Planck-Institute bei der Verwertung ihrer Forschungsergebnisse und Patente. Die Max-Planck-Innovation GmbH wurde im Jahr 1970 gegründet.[4]

### Stiftungsverbund
- Ascenion GmbH: Ascenion ist eine Tochtergesellschaft des LifeScience-Stiftungsverbundes und spezialisiert sich auf die Verwertung von Forschungsergebnissen aus dem Bereich der Lebenswissenschaften. Sie arbeitet mit verschiedenen     Forschungseinrichtungen und Universitäten zusammen. Die Ascenion GmbH wurde 2001 gegründet.[5]